# ديفيد كونلي
ديفيد كونلي (بالإنجليزية: David Conley) هو عازف قيثارة أمريكي، ولد في 27 ديسمبر 1953 في نيوآرك في الولايات المتحدة.

## وصلات خارجية
- ديفيد كونلي على موقع ميوزك برينز (الإنجليزية)
- ديفيد كونلي على موقع ديسكوغز (الإنجليزية)